# Kepler-444e
Kepler-444e é um exoplaneta que faz parte de um sistema planetário formado por ao menos cinco planetas. Orbita a estrela denominada Kepler-444. Foi descoberto no ano 2015 pela sonda Kepler por meio de trânsito astronômico.